# Zygophylax pacifica
Zygophylax pacifica is een hydroïdpoliep uit de familie Lafoeidae. De poliep komt uit het geslacht Zygophylax. Zygophylax pacifica werd in 1920 voor het eerst wetenschappelijk beschreven door Stechow. 